# Tisch School of the Arts

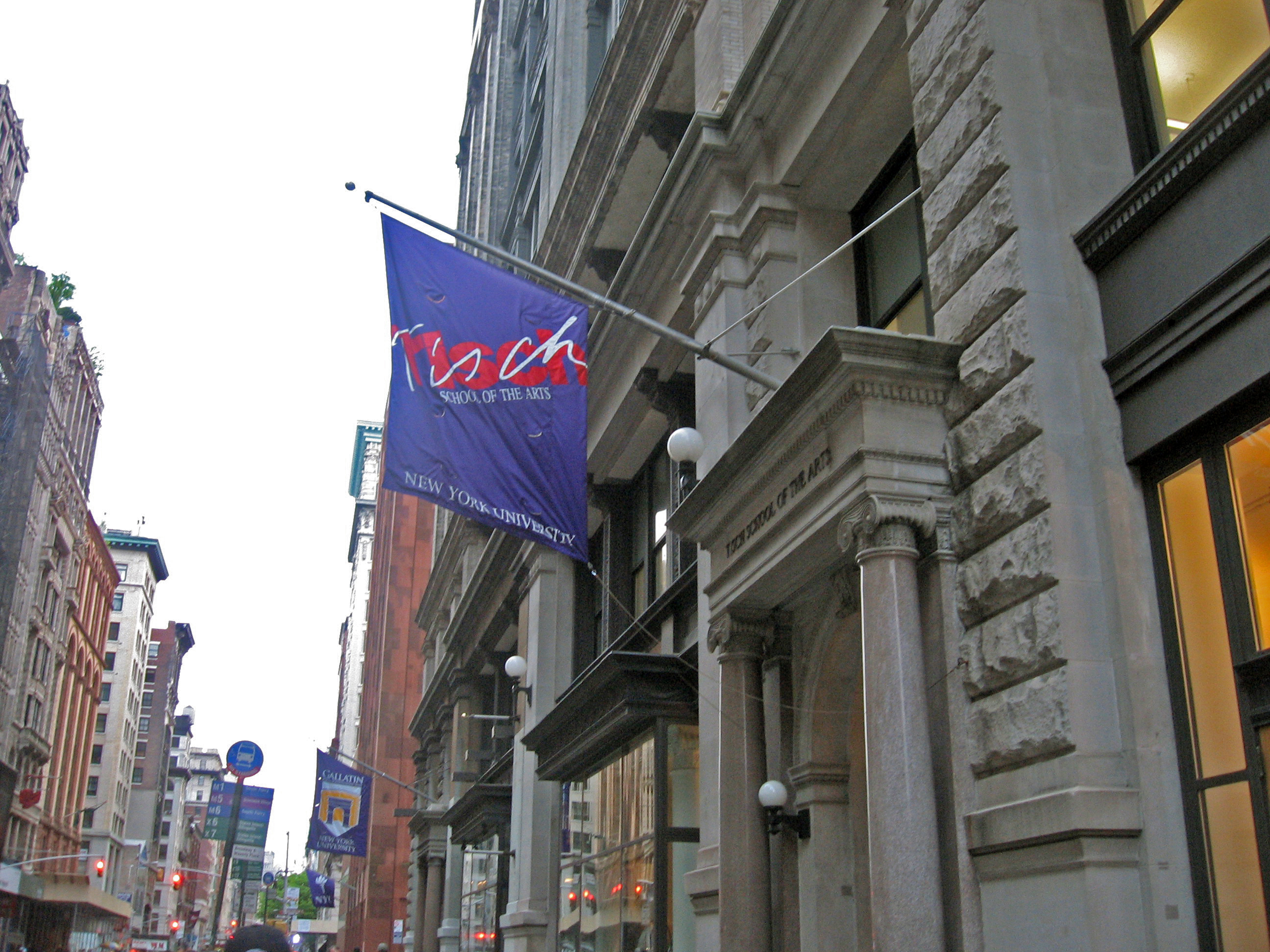
Tisch School of the Arts

Tisch School of the Arts (ook bekend als Tisch of TSOA) is een Amerikaans opleidingscentrum (toneelschool) in podium- en mediumkunsten. De school is bedoeld voor het trainen van artiesten, studenten in kunst, filmmakers en creatieve ondernemers. De school biedt technische training door professionele begeleiders met academische achtergronden van universitaire graad. Het is gevestigd op 721 Broadway, Manhattan (New York). 
De school werd opgericht op 17 augustus 1965 en was bedoeld voor conservatorium training in theater en film/televisie op universitair niveau. Het heeft een nauwe samenwerking met de New York-universiteit in New York. 

## Departementen
Tisch School of the Arts heeft 6 departementen met 17 programma's, het biedt de mogelijkheid af te studeren met een Bachelor of Fine Arts, Bachelor of Arts, Master of Fine Arts, Master of Arts, Master of Professional Studies en Doctor of Philosophy. 
De zes departementen zijn:
- The Institute of Performing Arts
- The Maurice Kanbar Institute of Film & Television
- The Skirball Center for New Media
- The Clive Davis Institute of Recorded Music
- The Department of Art and Public Policy/Arts Politics
- The NYU Game Center

## Bekende alumni
| - Mahershala Ali - Woody Allen - Arca - Alec Baldwin - Kristen Bell - Stevie Bill - Joel Coen - Suzanne Collins - Bridget Fonda - Tom Ford - Marc Forster - Lady Gaga - Vince Gilligan - Donald Glover - Matthew Gray Gubler - Michael C. Hall - Simon Helberg - Marin Hinkle | - Philip Seymour Hoffman - Bryce Dallas Howard - Jim Jarmusch - Angelina Jolie - Charlie Kaufman - Ang Lee - Spike Lee - Idina Menzel - Josh Radnor - Adam Sandler - Andy Samberg - Martin Scorsese - Oliver Stone - M. Night Shyamalan - Rainn Wilson - Todd Phillips - Margarita Monet |